# Fiona (cantora)
Fiona Flanagan, mais conhecida por Fiona (Phillipsburg, Nova Jérsei, 13 de Setembro de 1961) é uma cantora e compositora de rock.
Fiona é conhecida por seus hits "Talk to Me"  e "Everything You Do (You're Sexing Me)", que chegaram na posição #64 e #52 respectivamente na Billboard Hot 100.

## Discografia

### Álbuns de estúdio
| Título           | Detalhes do álbum                                                       | Posições |
| Título           | Detalhes do álbum                                                       | EUA      |
| ---------------- | ----------------------------------------------------------------------- | -------- |
| Fiona            | - Lançamento: 1985 - Gravadora: Atlantic - Formatos: LP, CD             | 71       |
| Beyond the Pale  | - Lançamento: 1986 - Gravadora: Atlantic - Formatos: LP, CD             | —        |
| Heart Like a Gun | - Lançamento: 1989 - Gravadora: Atlantic - Formatos: LP, CD, K7         | 150      |
| Squeeze          | - Lançamento: 1992 - Gravadora: Geffen - Formatos: LP, CD               | —        |
| Unbroken         | - Lançamento: 2011 - Gravadora: Life on the Moon Records - Formatos: CD | —        |